# XRumer
XRumer est un logiciel d'optimisation pour les moteurs de recherche permettant de s'enregistrer et de poster automatiquement sur les forums (Pourriel) de discussion à des fins d'amélioration de référencement. Le logiciel est capable d'outrepasser de nombreuses techniques de sécurité habituellement utilisées par les forums et les blogs pour détecter du spam automatiquement. XRumer est également capable de créer automatiquement des comptes en outrepassant la vérification CAPTCHA et la vérification d'un compte par email avant d'être autorisé à poster. Le logiciel utilise les techniques SOCKS et des proxies HTTP afin de rendre la détection d'IP plus difficile à bloquer par un administrateur.
Il est considéré comme faisant partie des logiciels de référencement Black Hat .

## Mode opératoire
XRumer poste automatiquement des messages sur les forums et les blogs. Pour cela, il crée des profils d'utilisateurs sur les sites visés, avec des signatures rendant leur détection plus difficile pour les administrateurs.
Face aux sécurités mises en place par les sites pour se prémunir contre ce type d'outils, XRumer est capable d'outrepasser les captchas et les questions de type « Combien font 2 + 2 ? » requises pour se créer un nouveau compte.
Ainsi, d'après The Register, le logiciel peut créer automatiquement des adresses email avec Gmail et Hotmail depuis octobre 2008 . Cependant il n'a plus été en mesure de casser leurs captchas entre 2009 et 2011, un changement ayant été opéré dans leur format.